# Hermann Zilcher
 (juillet 2025).
Si vous disposez d'ouvrages ou d'articles de référence ou si vous connaissez des sites web de qualité traitant du thème abordé ici, merci de compléter l'article en donnant les références utiles à sa vérifiabilité et en les liant à la section « Notes et références ».
Hermann Zilcher est un compositeur, pianiste et pédagogue musical allemand, né à Francfort-sur-le-Main le 18 août 1881 et mort à Wurtzbourg le 1er janvier 1948, particulièrement apprécié dans les années 1910 dans les milieux musicaux de Munich.

## Biographie
Zilcher a reçu les premières leçons de piano de son père, le compositeur et professeur de piano Paul Zilcher (1855-1943), qui était connu en tant que compositeur et enseignant de piano et de musique de chambre. Le fils a étudié à partir de 1897 au Conservatoire Hoch à Francfort le piano avec James Kwast, le contrepoint, la forme musicale avec Iwan Knorr et la composition avec Bernhard Scholz. À la fin de ses études, il a reçu le prix Mozart dans sa ville natale.
En 1901, il s'est rendu à Berlin, où il a rapidement fait carrière, principalement comme un accompagnateur pour chanteurs et instrumentistes. En outre, les tournées de concerts l'ont fait internationalement connaître aux États-Unis et en Europe.
En 1905, il est retourné en tant que professeur de piano au Conservatoire Hoch. En 1908, il a été nommé par Felix Mottl professeur de piano et, en 1916, professeur de composition à l'Académie de musique de Munich. À Munich, il a travaillé en étroite collaboration avec le chef du Studio Theater de Munich, Otto Falkenberg (1873-1947), pour lequel il a écrit la musique de scène, par exemple pour "Comme il vous plaira" de William Shakespeare. Il donne des cours de piano au jeune Carl Orff qui lance sa carrière de chef en remplaçant Zilcher.
En 1920, il devient directeur du Conservatoire d'État de Bavière (fondé en 1922)  à Wurtzbourg.

## Œuvres
Le catalogue des compositions de Zilcher comprend des œuvres orchestrales et chorales, deux opéras, de la musique de chambre et des lieder, études, études de piano, et de nombreuses œuvres pour accordéon.

### Compositions pour orchestre
- Variationen en si mineur (1898)
- Sinfonietta en mi majeur pour orchestre à cordes, op. 1 (1900)
- Suite in sol majeur, op. 4 (1903)
- Symphonie no 1 en la majeur, op. 17 (1906)
- Symphonie no 2 en fa mineur, op. 23 (1908–1909)
- An mein deutsches Land, ouverture pour orchestre et chœur ad libitum, op. 48
- Tanz-Fantasie, op. 71 (1933)
- Musica buffa, 10 intermezzi pour 12 instruments (percussions) ou petite orchestre, op. 73a (1935), tirés de la musique de scène pour Komödie der Irrungen (La Comédie des erreurs de Shakespeare)
- Rameau-Suite pour petit orchestre, op. 76 (1934) ; réduction pour trio avec piano publiée la même année
- Heinkel-Marsch, op. 83 (1936)
- Symphonie no 4 en fa dièse mineur, op. 84
- Symphonie no 5 ("...und dennoch!...") en ut mineur, op. 112 (1947)

### Œuvres concertantes
- Concerto en do mineur pour 2 violons et orchestre, op. 9
- Concerto no 1 en si mineur pour violon et petit orchestre, op. 11
- Konzertstück in einem Satze (Pièce de concert en un mouvement) en la mineur pour violoncelle et orchestre, op. 21
- Nacht und Morgen pour 2 pianos, timbales et orchestre à cordes, op. 24 (1909)
- Concerto pour piano no 1 en si mineur, op. 20 (1912-13)
- Konzertstück über ein Thema von W. A. Mozart en do majeur pour flûte et petit orchestre, op. 81 (1936)
- Concerto no 2 en la majeur pour violon et orchestre, op. 92 (1942)
- Kammerkonzert, Concerto pour piano no 2 en fa majeur, op. 102 (1945)

### Opéras
- - Fitzebutze, op. 19
  - Doktor Eisenbart, op. 45 (1920)

### Lieder
- 5 Lieder, op. 10
- 4 Lieder, op. 12
- 4 Lieder, op. 13
- 4 Lieder, op. 14
- Dehmel-Zyklus, 14 poèmes tirées de Erlösungen, Weib und Welt et Aber die Liebe de Richard Dehmel, pour soprano, ténor et piano, op. 25 (1919)
- Hölderlin, cycle symphonique pour ténor (ou baryton) et orchestre, op. 28 (1912–1913)
- 4 Kriegslieder, op. 30 (1914)
- Deutsches Volksliederspiel, 16 chansons folkloriques pour 4 voix et piano, op. 32 (1915)
- Ein Tanz Lied pour soprano coloratura, violin et piano, op. 36
- 15 kleine Lieder nach den Hey-Speckter'schen Fabeln, op. 37
- Aus dem Hohelied Salomonis, variations pour 2 voix (alto, baryton), quatuor à cordes et piano, op. 38 (vers 1918)
- 4 Lieder, op. 40
- 3 Gedichte von Richard Dehmel, op. 41
- Die Natur: Hymnus von Goethe, op. 47 (1922)
- Goethe-Lieder, op. 51 (1923)
- Marienlieder, cycle de 11 lieder pour soprano et quatuor à cordes, op. 52
- 3 Gedichte von Goethe pour soprano et orchestre, op. 59 (vers 1926)
- Eichendorff-Zyklus, op. 60 (1927)
- Rokoko-Suite pour soprano, violon, violoncelle et piano, op. 65
- Fantasie, sur des extraits de Trilogie der Leidenschaft de Johann Wolfgang von Goethe, pour soprano, piano et orchestre, op. 66 (1931)
- 2 Gedichte pour soprano, flûte, trombone et petit orchestre, op. 78

### Musique de chambre
- Trio avec piano (1896)
- Sonate pour violon et piano en la majeur (1898)
- Quatuor à cordes en ut mineur (1900)
- 2 Stücke pour violon et piano, op. 3
- 2 Stücke pour 2 violons, op. 7
- Sonata pour violon et piano en ré majeur, op. 16
- Idyllen pour violon, violoncelle (ou alto) et piano, op. 17
- Ein Gedenkblatt pour violon, violoncelle (ou alto) et piano, op. 18
- Quintette pour piano en ut dièse mineur, op. 42 (1918)
- Schmerzliches adagio pour clarinette et piano, op. 49
- Winterlandschaft pour violoncelle et piano, op. 53
- Klaviertrio en mi mineur op. 56 (1926)
- Suite en sol majeur pour quatuor à cordes, op. 77
- Kleine Serenade pour hautbois, clarinette, cor et alto, op. 80 (1935)
- Duo pour violon et violoncelle, op. 89
- Quatuor à cordes en ut mineur, op. 104 (1945)
- Trio in Form von Variationen en la mineur pour clarinette, violoncelle et piano, op. 90 (1938)
- Haus-Musik, 3 pièces pour violon ou flûte, accordéon et piano, op. 110 (1946)

### Œuvres pour piano
- 4 Humoresken, op. 5 (1903)
- 4 Clavierstücke, op. 6
- 6 kleine Stücke pour piano quatre mains, op. 8 (1902)
- 7 Skizzen (7 Sketches), op. 26 (1911)
- Bilderbuch, op. 34 (1916)
- Symphony no 3 en la majeur pour 2 pianos, op. 50 (1923)
- Winterbilder , 5 pièces brèves, op. 57 (vers 1926)
- Klänge der Nacht, 6 pièces, op. 58 (1927)
- Drei Weihnachtsstücke (3 pièces pour Noël), op. 61
- Vier leichte Stücke, 4 pièces faciles pour piano quatre mains

### Œuvres pour accordéon
- 3 Stücke, op. 82 : Abendstimmung ; Jahrmarktsbilder ;  Harmoniker-Marsch
- Ländliche Musiken (Danse sur la prairie), op. 88
- Aus meiner Ferienmappe, op. 88b
- Variations sur un thème de Mozart, op. 94 pour violon et accordéon
- Variations sur une chanson populaire op. 97 pour violon et accordéon
- Amselmelodien, op. 98a
- Kleine Übungs- und Vortragsstücke (Petits exercices et présentation de pièces), op. 103
- Schüler und Lehrer, cinq duos pour deux accordéons, op. 106 (1946)